# Danbury (Connecticut)
Danbury ist eine Stadt im Fairfield County im US-Bundesstaat Connecticut. Das U.S. Census Bureau hat bei der Volkszählung 2020 eine Einwohnerzahl von 86.518 ermittelt. Das Stadtgebiet hat eine Größe von 114,7 km2.

## Geschichte
Danbury wurde erstmals 1685 von acht Familien besiedelt. Während des Amerikanischen Unabhängigkeitskrieges war die Stadt ein wichtiges Militärdepot. 1835 wurde die Fairfield County Railroad gegründet, deren Schienen auch durch Danbury führten. 1852 eröffnete dann die erste Eisenbahnlinie ihren Verkehr, mittlerweile umbenannt in Danbury & Norwalk Railroad. Aus einem bereits 1928 angemieteten Grundstück, bekannt als Tucker's Field, wurde ein kleiner Flugplatz für die lokalen Piloten. In der neueren Zeit wurde daraus der Danbury Municipal Airport.

## Sehenswertes
- Bear Mountain Reservation
- Old Quarry Nature Center
- Tarrywile Mansion and Park
- Danbury Candlewood Park
- Hatters Community Park
- Kenosia Park
- Richter Park
- Hearthstone Castle
- Seit dem Jahr 2020 ist die lokale Kläranlage nach dem Comedian John Oliver in „John Oliver Memorial Sewer Plant“ benannt. Bedingung für die vom Bürgermeister spontan vorgeschlagene Umbenennung waren Spenden an lokale Hilfsorganisationen in Höhe von 55.000 US$ und das persönliche Erscheinen von John Oliver in Danbury. Der Stadtrat stimmte der Umbenennung mit 18Ja-Stimmen, einer Enthaltung und einer Gegenstimme zu.[3]

## Museen
- Scott-Fanton Museum
- Danbury Railway Museum

## Universität
- Western Connecticut State University

## Wirtschaft
Der Industriegashersteller Praxair hat seinen Hauptsitz in Danbury. Der Chemiekonzern Union Carbide beschäftigte seit Anfang der 1980er über 3000 Mitarbeiter in seinem Union Carbide Corporate Center in Danbury. Diese Zahl nahm aber aufgrund finanzieller Schwierigkeiten infolge der Katastrophe von Bhopal seit 1984 rapide ab. Heute unterhält die Dow-Tochter Union Carbide keine Büros mehr in der Stadt.
Das Bundesgefängnis FCI Danbury liegt in dieser Stadt.

## Sport
Der Baseballverein von Danbury macht seit 2004 abwechselnd mit dem deutschen Baseballverein Solingen Alligators einen sportlichen Austausch. Es werden Turniere veranstaltet und die Spieler werden bei Gastfamilien untergebracht. Die Eishockeymannschaft Danbury Trashers spielte von 2004 bis 2006 in der United Hockey League.

## Bevölkerungsentwicklung
| - 1756 – 1.527 - 1774 – 2.526 - 1782 – 2.747 - 1790 – 3.031 - 1800 – 3.180 - 1810 – 3.606 - 1820 – 3.873 - 1830 – 4.311 - 1840 – 4.504 | - 1850 – 5.964 - 1860 – 7.234 - 1870 – 8.753 - 1880 – 11.666 - 1890 – 19.473 - 1900 – 19.474 - 1910 – 23.502 - 1920 – 22.325 - 1930 – 26.955 | - 1940 – 27.921 - 1950 – 30.337 - 1960 – 39.382 - 1970 – 50.781 - 1980 – 60.470 - 1990 – 65.585 - 2000 – 74.848 - 2010 – 80.893 - 2020 – 86.518 |

## Söhne und Töchter der Stadt
- Jonathan Brandis (1976–2003), Schauspieler
- Kyle Bruckmann (* 1971), Jazzmusiker
- Charles Ives (1874–1954), Komponist klassischer Musik
- Lindsey Jacobellis (* 1985), Snowboarderin und olympische Medaillengewinnerin
- Al Klink (1915–1991), Jazz-Saxophonist und Flötist des Swing
- Rose Wilder Lane  (1886–1968), Schriftstellerin und politische Theoretikerin
- Jenna von Oÿ (* 1977), Schauspielerin
- Elizabeth Peyton (* 1965), Malerin und Zeichnerin
- Robert Joseph Shaheen (1937–2017), maronitischer Bischof
- Trevor Siemian (* 1991), Footballspieler
- Benjamin Verdery (* 1955), US-amerikanischer Gitarrist, Komponist und Musikpädagoge